# Magyar AC Budapest
Magyar AC Budapest, kurz Magyar AC, ist ein ungarischer Sportverein aus Budapest. Er wurde im Jahr 1875 gegründet und im Jahr 1945 aufgelöst. Im Jahr 1988 wurde er wiedergegründet. Die Fußballabteilung spielte von 1903 bis 1923 insgesamt 17 Jahre in der ersten ungarischen Liga, der Nemzeti Bajnokság.

## Geschichte
Der Magyar Athletikai Club (deutsch Ungarischer Leichtathletikverein) wurde im Jahr 1875 gegründet. Die im Jahr 1895 gegründete Fußballabteilung stieg 1903 in die höchste ungarische Liga, die Nemzeti Bajnokság auf. Dieser gehörte er ununterbrochen 17 Spielzeiten lang bis zur Saison 1922/23 an. Dabei konnte der Verein mit den Vizemeisterschaften 1906/07 und 1908/09 seine größten Erfolge feiern. Im Jahr 1945 löste er sich auf.
Im Jahr 1988 wurde der Verein wiedergegründet und hatte zwischen 1989 und 1993 eine Eishockeyabteilung, die heute als MAC Budapest bekannt ist.

## Erfolge
- Ungarischer Vizemeister: 1907 und 1909

## Ehemalige Spieler
- Imre Schöffer